# Segunda División de Venezuela
La Segunda División de Venezuela (por motivos de patrocinio también llamada Liga FUTVE 2) es la segunda categoría del sistema de ligas de fútbol de Venezuela y se encuentra inmediatamente debajo de la Primera División del mismo país. Esta categoría está organizada por la Comisión de Torneos Nacionales de la Federación Venezolana de Fútbol y la Asociación de clubes del fútbol venezolano de la Segunda División Ac2. El club campeón de la categoría sube a la Primera División de la siguiente temporada.

## Historia
Para la temporada 2007/2008, la Federación Venezolana de Fútbol trata de reestructurar los campeonatos oficiales de fútbol en Venezuela y con la expansión de la Primera División de Venezuela, la Segunda División de Venezuela sufriría una modificación quedando con la cantidad de 10 equipos de los cuales siete (7) eran invitados para la temporada 2008/2009, la cantidad de equipos se expandirá de 10 a 16 equipos y para la temporada 2009/2010, la cantidad de equipo se expande de 16 a 17.
Para la temporada 2010/2011, la cantidad de equipos se expandió de 17 a 20 equipos, de igual forma para la temporada 2011/2012, la cantidad de equipos se expandió de 20 a 24 equipos.
Para la temporada 2012/2013, se unifican las divisiones Segunda A y Segunda B, quedando una Segunda división de 20 equipos (dos descendidos de Primera división, ocho equipos de segunda división A y 10 equipos de Segunda División B de Venezuela).
Para la temporada 2016 los clubes crearon la Asociación de clubes del fútbol venezolano de la Segunda División Ac2 y la Federación Venezolana de Fútbol le dio todos los derechos de mercadeo y difusión de la categoría

## Equipos participantes

### Temporada 2025

#### Grupo Occidental
| Equipo                    | Ciudad        | Entrenador        | Estadio                       | Capacidad |
| ------------------------- | ------------- | ----------------- | ----------------------------- | --------- |
| Academia Puerto Cabello B | Valencia      | Bladimir Morales  | Complejo Deportivo Socialista | 6 000     |
| Atlético El Vigía         | El Vigía      | Gustavo Romanello | Ramón Hernández               | 12 785    |
| Barquisimeto Sport Club   | Barquisimeto  | Fernando Torres   | Farid Richa                   | 15 000    |
| Héroes de Falcón          | Coro          | Pastor Márquez    | Ludgero Correia               | 1500      |
| Real Frontera             | San Cristóbal | Dionar García     | Sede Deportiva Real Frontera  | 2 500     |
| Trujillanos Fútbol Club   | Valera        | Oswaldo Chaurant  | José Alberto Pérez            | 20 000    |
| Ureña Sport Club          | Ureña         | Edwin Quilagury   | Humberto Laureano             | 500       |
| Titanes Fútbol Club       | Guanare       | Luis Rojas        | Estadio Rafael Calles Pinto   | 7 000     |

#### Grupo Centro–Oriental
| Equipo                | Ciudad         | Entrenador      | Estadio               | Capacidad |
| --------------------- | -------------- | --------------- | --------------------- | --------- |
| Angostura Fútbol Club | Ciudad Bolívar | Osmar Castillo  | Ricardo Tulio Maya    | 2500      |
| Aragua Fútbol Club    | Maracay        | Yoimer Segovia  | Hermanos Ghersi       | 12 000    |
| Bolívar Sports Club   | Ciudad Bolívar | José Fasciana   | Decanato UDO Bolívar  |           |
| Deportivo Miranda     | Caracas        | Andrea Fabri    | Brígido Iriarte       | 9800      |
| Dynamo Puerto         | Puerto La Cruz | Daniel Mosquera | Francisco Massiani    | 500       |
| Marítimo de La Guaira | La Guaira      | Luis Vera       | Complejo Camurí Chico | 2500      |
| Monagas Sport Club B  | Maturín        | Jesús Hernández | Alexander Bottini     | 8000      |
| Mineros de Guayana    | Ciudad Guayana | Elvis Martínez  | CTE Cachamay          | 41 600    |

## Campeones
| Temporada | N.º.                | Campeón                  | Subcampeón                 |
| 1979      | 1.º                 | Falcón                   | Atlético Portuguesa        |
| 1980      | 2.º                 | Falcón                   | Unión Deportiva Lara       |
| 1981      | 3.º                 | Atlético San Cristóbal   | Petroleros del Zulia       |
| 1982      | 4.º                 | Mineros de Guayana       |                            |
| 1983      | No hubo competición | No hubo competición      | No hubo competición        |
| 1984      | 5.º                 | Caracas-Yamaha           | Atlético Anzoátegui        |
| 1985      | 6.º                 | Marítimo                 | Atlético Portuguesa        |
| 1986      | 7.º                 | Universidad de Los Andes | Deportivo Galicia          |
| 1986/87   | 8.º                 | Pepeganga Margarita      | Peninsulares de Araya      |
| 1987/88   | 9.º                 | Deportivo Galicia        | Minervén                   |
| 1988/89   | 10.º                | Trujillanos              | Maracaibo                  |
| 1989/90   | 11.º                | Valencia                 | Monagas                    |
| 1990/91   | 12.º                | Salineros de Araya       | Industriales del Caroní    |
| 1991/92   | 13.º                | Deportivo Galicia        | Llaneros de Guanare        |
| 1992/93   | 14.º                | El Vigía                 | Maracaibo                  |
| 1993/94   | 15.º                | Unión Deportiva Lara     | Marinos                    |
| 1994/95   | 16.º                | Universidad de Los Andes | Atlético Zamora            |
| 1995/96   | 17.º                | Llaneros de Guanare      | Unión Deportiva Lara       |
| 1996/97   | 18.º                | Nacional Táchira         | Valencia                   |
| 1997/98   | 19.º                | Nueva Cádiz              | Atlético Zamora            |
| 1998/99   | 20.º                | Llaneros de Guanare      | Deportivo Trujillanos      |
| 1999/00   | No hubo competición | No hubo competición      | No hubo competición        |
| 2000/01   | 21.º                | Deportivo Galicia        | Portuguesa                 |
| 2001/02   | 22.º                | Zulianos                 | Carabobo                   |
| 2002/03   | 23.º                | El Vigía                 | Unión Lara                 |
| 2003/04   | 24.º                | Unión Deportivo Marítimo | Deportivo Anzoátegui       |
| 2004/05   | 25.º                | Aragua                   | Deportivo Maracaibo        |
| 2005/06   | 26.º                | Portuguesa               | Zamora                     |
| 2006/07   | 27.º                | Atlético El Vigía        | Guaros                     |
| 2007/08   | 28.º                | Zulia                    | Minervén                   |
| 2008/09   | 29.º                | Atlético Trujillo        | SD Centro Ítalo            |
| 2009/10   | 30.º                | Atlético Venezuela       | Caracas "B"                |
| 2010/11   | 31.º                | Llaneros de Guanare      | Tucanes de Amazonas        |
| 2011/12   | 32.º                | Atlético Venezuela       | Portuguesa                 |
| 2012/13   | 33.º                | Tucanes de Amazonas      | Carabobo                   |
| 2013/14   | 34.º                | Portuguesa               | Metropolitanos Fútbol Club |
| 2014/15   | 35.º                | Ureña                    | Estudiantes de Caracas     |
| 2015      | 36.º                | Monagas                  | Deportivo JBL del Zulia    |
| 2016      | 37.º                | Metropolitanos           | Atlético Socopó            |
| 2017      | 38.º                | Estudiantes de Caracas   | Gran Valencia              |
| 2018      | 39.º                | Llaneros de Guanare      | Lala                       |
| 2019      | 40.º                | Yaracuyanos              | GV Maracay                 |
| 2020      | 41.º                | Hermanos Colmenárez      | Universidad Central        |
| 2021      | 42.º                | Titanes                  | Atlético La Cruz           |
| 2022      | 43.º                | Angostura                | Academia Anzoátegui        |
| 2023      | 44.º                | Ureña                    | Bolívar                    |
| 2024      | 45.º                | Yaracuyanos              | Anzoátegui                 |

## Títulos por equipo
| Club                       | Títulos | Subtítulos | Años campeón                    | Años subcampeón  |
| -------------------------- | ------- | ---------- | ------------------------------- | ---------------- |
| Llaneros de Guanare *      | 4       | 1          | 1995-96, 1998-99, 2010-11, 2018 | 1991-92          |
| Galicia de Aragua *        | 3       | 1          | 1987-88, 1991-92, 2000-01       | 1986             |
| Atlético El Vigía          | 3       | 0          | 1992-93, 2002-03, 2006-07       | ----             |
| Portuguesa F.C.            | 2       | 2          | 2005-06, 2013-14                | 2000-01, 2011-12 |
| Ureña S.C.                 | 2       | 0          | 2014-15, 2023                   | -                |
| Falcón F.C. *              | 2       | 0          | 1979, 1980                      | ----             |
| ULA F.C. *                 | 2       | 0          | 1986, 1994-95                   | ----             |
| Atlético Venezuela *       | 2       | 0          | 2009-10, 2011-12                |                  |
| Yaracuyanos F.C.           | 2       | 0          | 2019, 2024                      | ----             |
| U.D. Lara *                | 1       | 2          | 1993-94                         | 1980, 1995-96    |
| Trujillanos F.C.           | 1       | 1          | 1988-89                         | 1998-99          |
| Valencia F.C. *            | 1       | 1          | 1989-90                         | 1996-97          |
| Peninsulares de Araya *    | 1       | 1          | 1990-91                         | 1986-87          |
| Tucanes de Amazonas *      | 1       | 1          | 2012-13                         | 2010-11          |
| Metropolitanos F.C.        | 1       | 1          | 2016                            | 2013-14          |
| Monagas S.C.               | 1       | 1          | 2015                            | 1989-90          |
| Estudiantes de Caracas *   | 1       | 1          | 2017                            | 2014-15          |
| Atlético San Cristóbal *   | 1       | 0          | 1981                            | ----             |
| Mineros de Guayana         | 1       | 0          | 1982                            | ----             |
| Caracas F.C.               | 1       | 0          | 1984                            | ----             |
| C.S. Marítimo              | 1       | 0          | 1985                            | ----             |
| Pepeganga Margarita *      | 1       | 0          | 1986-87                         | ----             |
| Nacional Táchira *         | 1       | 0          | 1996-97                         | ----             |
| Nueva Cádiz *              | 1       | 0          | 1997-98                         | ----             |
| Zulianos F.C. *            | 1       | 0          | 2000-01                         |                  |
| Deportivo Marítimo *       | 1       | 0          | 2003-04                         | ----             |
| Aragua F.C.                | 1       | 0          | 2004-05                         | ----             |
| Zulia F.C. *               | 1       | 0          | 2007-08                         | ----             |
| Atlético Trujillo *        | 1       | 0          | 2008-09                         | ----             |
| Internacional de Barinas * | 1       | 0          | 2020                            | ----             |
| Titanes F.C.               | 1       | 0          | 2021                            | ----             |
| Angostura F.C.             | 1       | 0          | 2022                            | ----             |
| Atlético Portuguesa *      | 0       | 3          | ----                            | 1979, 1982, 1985 |
| Atlético Zamora *          | 0       | 2          | ----                            | 1994-95, 1997-98 |
| Minervén F.C. *            | 0       | 2          | ----                            | 1987-88, 2007-08 |
| Maracaibo F.C. *           | 0       | 2          | ----                            | 1988-89, 1992-93 |
| Carabobo F.C.              | 0       | 2          | ----                            | 2001-02, 2012-13 |
| GV Maracay *               | 0       | 2          | ----                            | 2017, 2019       |
| Anzoátegui F. C.           | 0       | 2          | ----                            | 2022, 2024       |
| Petroleros del Zulia *     | 0       | 1          | ----                            | 1981             |
| Atlético Anzoátegui *      | 0       | 1          | ----                            | 1984             |
| Industriales del Caroní *  | 0       | 1          | ----                            | 1990-91          |
| Marinos F.C. *             | 0       | 1          | ----                            | 1993-94          |
| Unión Lara *               | 0       | 1          | ----                            | 2002-03          |
| Deportivo Anzoátegui *     | 0       | 1          | ----                            | 2003-04          |
| Deportivo Maracaibo *      | 0       | 1          | ----                            | 2004-05          |
| Zamora Fútbol Club         | 0       | 1          | ----                            | 2005-06          |
| Guaros F.C. *              | 0       | 1          | ----                            | 2006-07          |
| Centro Ítalo *             | 0       | 1          | ----                            | 2008-09          |
| Caracas F.C. "B"           | 0       | 1          | ----                            | 2009-10          |
| Atlético Socopó *          | 0       | 1          | ----                            | 2016             |
| A.C. Lala F.C. *           | 0       | 1          | ----                            | 2018             |
| Universidad Central        | 0       | 1          | ----                            | 2020             |
| Deportivo JBL del Zulia *  | 0       | 1          | ----                            | 2015             |
| Atlético La Cruz           | 0       | 1          | ----                            | 2021             |
| Bolívar                    | 0       | 1          | ----                            | 2023             |

- Nota: * = Clubes desaparecidos

## Goleadores

### Goleadores por año
| Año     | Jugador              | Goles | Equipo                                           |
| ------- | -------------------- | ----- | ------------------------------------------------ |
| 2002/03 | José Morr            | 12    | Unión Lara / Portuguesa                          |
| 2003/04 | José Félix Gutiérrez | 26    | Deportivo Anzoátegui 16 / Unión Lara 10          |
| 2004/05 | Jhonny Carneiro      | 27    | Deportivo Anzoátegui 14 / Deportivo Maracaibo 13 |
| 2005/06 | Heiber Díaz          | 19    | Unión Lara                                       |
| 2006/07 | Zamir Valoyes        | 22    | Deportivo Anzoátegui                             |
| 2007/08 | Philippe Estévez     | 18    | Zulia                                            |
| 2008/09 | Jonathan Copete      | 15    | Atlético Trujillo                                |
| 2009/10 | Jorge Ripley         | 17    | Lara                                             |
| 2010/11 | Ever Espinoza        | 30    | Llaneros de Guanare                              |
| 2011/12 | Julián Marulanda     | 18    | Portuguesa                                       |
| 2012/13 | Alfredo Padilla      | 15    | Carabobo                                         |
| 2013/14 | Víctor Rentería      | 16    | Portuguesa                                       |
| 2014/15 | José Guerra          | 24    | Yaracuyanos                                      |
| 2015    | Richard Celis        | 13    | Deportivo JBL del Zulia                          |
| 2016    | Julián Pino          | 22    | Atlético El Vigía                                |
| 2017    | Leandro Vargas       | 23    | El Vigía                                         |
| 2018    | Óscar Becerra        | 24    | Real Frontera                                    |
| 2019    | René Alarcón         | 22    | Titanes                                          |
| 2020    | Juan Camilo Zapata   | 13    | Hermanos Colmenárez                              |
| 2021    | Anthony Velazco      | 9     | Real Frontera                                    |
| 2022    | Argenis Gómez        | 8     | Academia Anzoátegui                              |
| 2023    | Emmanuel Moreno      | 15    | Marítimo de La Guaira                            |
| 2024    | Jhon Escobar         | 12    | Marítimo de La Guaira                            |

### Reconocimientos
| Temp.     | Jugador más destacado | Entrenador más destacado | Mejor portero    | Mejor juvenil   | Mejor árbitro | Fair Play           |
| --------- | --------------------- | ------------------------ | ---------------- | --------------- | ------------- | ------------------- |
| 2008-2009 | Edson Rodríguez       | Alessandro Corridore     | Euro Guzmán      | Manuel Granados | Miguel Goyo   | Real Esppor         |
| 2009-2010 | Josef Martínez        | Edgar Torrealba          | Franklin Zeltzer | Rómulo Otero    | Paúl Riera    | UCV FC              |
| 2010-2011 |                       |                          |                  |                 |               |                     |
| 2011-2012 | Irwin Antón           | José Hernández           | Luiys Palomino   | Raudy Guerrero  | Ángel Arteaga | Angostura FC        |
| 2012-2013 | Leopoldo Jiménez      | Horacio Matuszyczk       | Luiys Palomino   | José Carrasquel | Yanina Mujica | Tucanes de Amazonas |

## Transmisión
Desde la temporada 2000/01 se transmite este deporte por televisión pero cada equipo conseguía sus contratos para los derechos de transmisión. No fue hasta a principios del mes de agosto de 2010, que la Federación Venezolana de Fútbol centraliza los derechos de televisión y le da la exclusividad a DirecTV Sports Venezuela, para que la temporada 2010/11 y hasta la temporada 2012/13 se transmita al menos un juego por semana. También los canales regionales hacen lo suyo para transmitir a la audiencia de cada estado siempre y cuando el partido no tenga cabida en el canal con los derechos de transmisión.
En agosto del 2015 la ACFUTVE (Asociación de clubes del fútbol venezolano) firman un contrato con GolTV el cual le otorga los derechos internacionales de transmisión por dos temporadas de la Primera y Segunda División además también la Copa Venezuela, pero a inicio de la temporada 2016 los clubes crearon la Asociación de clubes del fútbol venezolano de la Segunda División Ac2 y la Federación Venezolana de Fútbol le dio todos los derechos de trasmisión y difusión de la categoría al inicio de la temporada y llegó a un convenio con la TVes para la transmisión de por lo menos dos partido por jornada.
Al cierre de la temporada 2018 la Asociación de clubes del fútbol venezolano de la Segunda División Ac2 le dio los derechos de trasmisión y difusión de la categoría a Meridiano TV. En 2023 Tves vuelve a transmitir juegos de la Liga Futve 2.

### Cadenas
| Cadena                               | Inicio    | Fin       | Nota                                 |
| ------------------------------------ | --------- | --------- | ------------------------------------ |
| DirecTV Sports Venezuela             | 2010      | 2015      | Transmitió por señal satelital.      |
| TLT                                  | 2016      | 2018      | Transmitió en señal por suscripción. |
| MTV                                  | 2018      | 2020      | Transmitió en señal abierta.         |
| Tves                                 | 2019 2023 | 2019 2023 | Transmitió en señal abierta          |
| IVC Network                          | 2018      | 2019      | Transmitió en señal por suscripción. |
| Eleven Sports                        | 2022      | 2023      | Transmite en señal streaming.        |
| GolTV Latinoamérica                  | 2023      | 2024      | Transmite en señal por suscripción.  |
| GolTV Play                           | 2023      | 2024      | Transmite en señal streaming.        |
| Youtube De los equipos participantes | 2018      | Presente  | Transmite en señal streaming.        |
| FIFA+                                | 2023      | Presente  | Transmite en señal streaming.        |